# Дубы (Закарпатская область)
Дубы (укр. Дуби) — село в Иршавской общине Хустского района Закарпатской области Украины.
Население по переписи 2001 года составляло 197 человек. Почтовый индекс — 90112. Телефонный код — 3144. Занимает площадь 0,709 км². Код КОАТУУ — 2121983602.